# 側頭窓

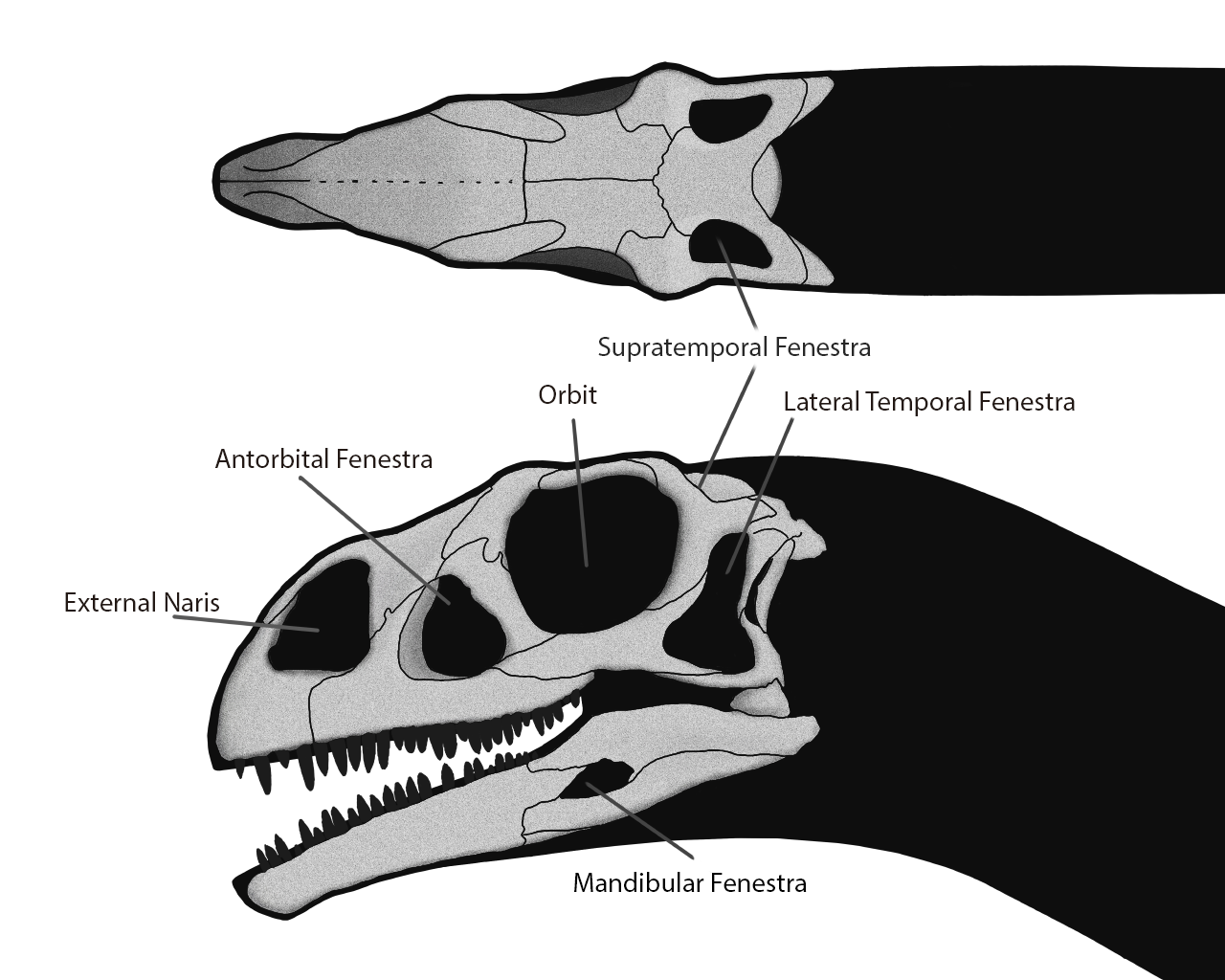
マッソスポンディルスの頭骨。Lateral Temporal Fenestraが下側頭窓、Supratemporal Fenestraが上側頭窓。

側頭窓（そくとうそう）は、有羊膜類に見られる、眼窩後方の頭骨に開いた孔。顎の筋肉を収納する役割を持ち、またその解剖学的特徴は有羊膜類の系統分類にも役立てられてきた。厳密に系統を反映しているわけではないことが判明して重視されなくなった後も、側頭窓に基づいた分類用語（双弓類・単弓類）は使用が続けられている。

## 構造と機能
無弓類に側頭窓は存在せず、単弓類には1対、双弓類には2対存在する。上側の側頭窓は上側頭窓、下側の側頭窓は下側頭窓と呼ばれ、双弓類には上下の両方が揃い、単弓類は下側頭窓のみが存在する。かつては上側頭窓のみを持つグループとして広弓類が提唱され、魚竜と鰭竜類（首長竜と偽竜類）が広弓類に分類されていたが、後にこの特徴は双弓類から派生したと解釈されるようになった。この他にも双弓類は大型化や退化など属種によって様々な変化を遂げており、例えば現生鳥類は上下の側頭窓が癒合して区別がつかなくなっている。単弓類では進化するにつれて大型化する傾向がある。ヒトをはじめとする派生的哺乳類では下側頭窓が塞がって側頭窩を形成している。
なお、上側頭窓と下側頭窓はいずれも鱗状骨とその隣接する骨から構成されている。以下の図においてJは頬骨（Jugal）、Poは後眼窩骨（Postorbital）、Sqは鱗状骨（Squamosal）、Qjは方形頬骨（Quadratojugal）、Qは方形骨（Quadrate）を指す。

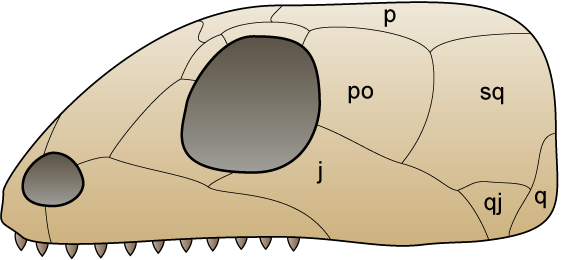
無弓類
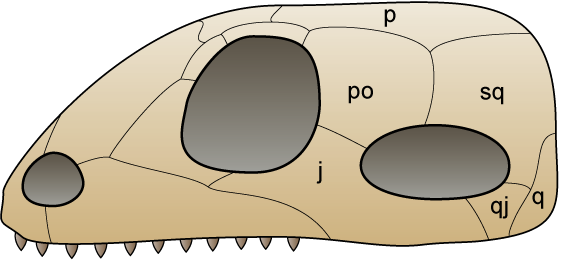
単弓類
"広弓類"（双弓類）
双弓類
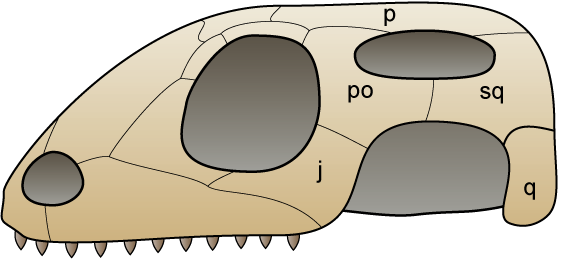
有鱗目（双弓類）

機能としては頭骨の軽量化のほか、太い側頭筋の収納が挙げられる。古生物学者アルフレッド・ローマーは、顎を噛み締めた際に側頭筋が収縮して太さを増すことから、膨らんだ筋肉を収納する孔があれば都合がよいため、側頭窓という形質が誕生したと考えている。そのため一般に側頭窓を持つ動物は側頭窓を持たないものよりも咬合力が強いと推測される。

## 分類学的意義
側頭窓は古典的な分類学に用いられていた。側頭窓を持たないグループを無弓類、左右に1対ずつ持つグループを単弓類（哺乳類含む）、左右に2対ずつ持つグループを双弓類と呼ぶ。また、かつては下側頭窓のみを持つ単弓類に対して上側頭窓のみを持つ広弓類というグループも提唱されていた。以前は分類の指標として側頭窓が有力視されており、単純な構造から複雑な構造へ進化を遂げたと考えられていた。
カメは側頭窓が見られないことから無弓類と考えられていたが、二次的に側頭窓が閉じた双弓類であることが明らかになった。また、広弓類型の側頭窓は双弓類型の側頭窓から派生したものと考えられるようになったため、広弓類という分類群は使用されなくなり、首長竜らは具体的な位置に議論があれど双弓類に分類する説が有力となった。このように、分類の根拠とされていた側頭窓は進化によって変化しうることから、遅くとも2000年代には指標として重視されなくなり、他の形態学的特徴やゲノム配列に取って代わられることになった。

## ギャラリー

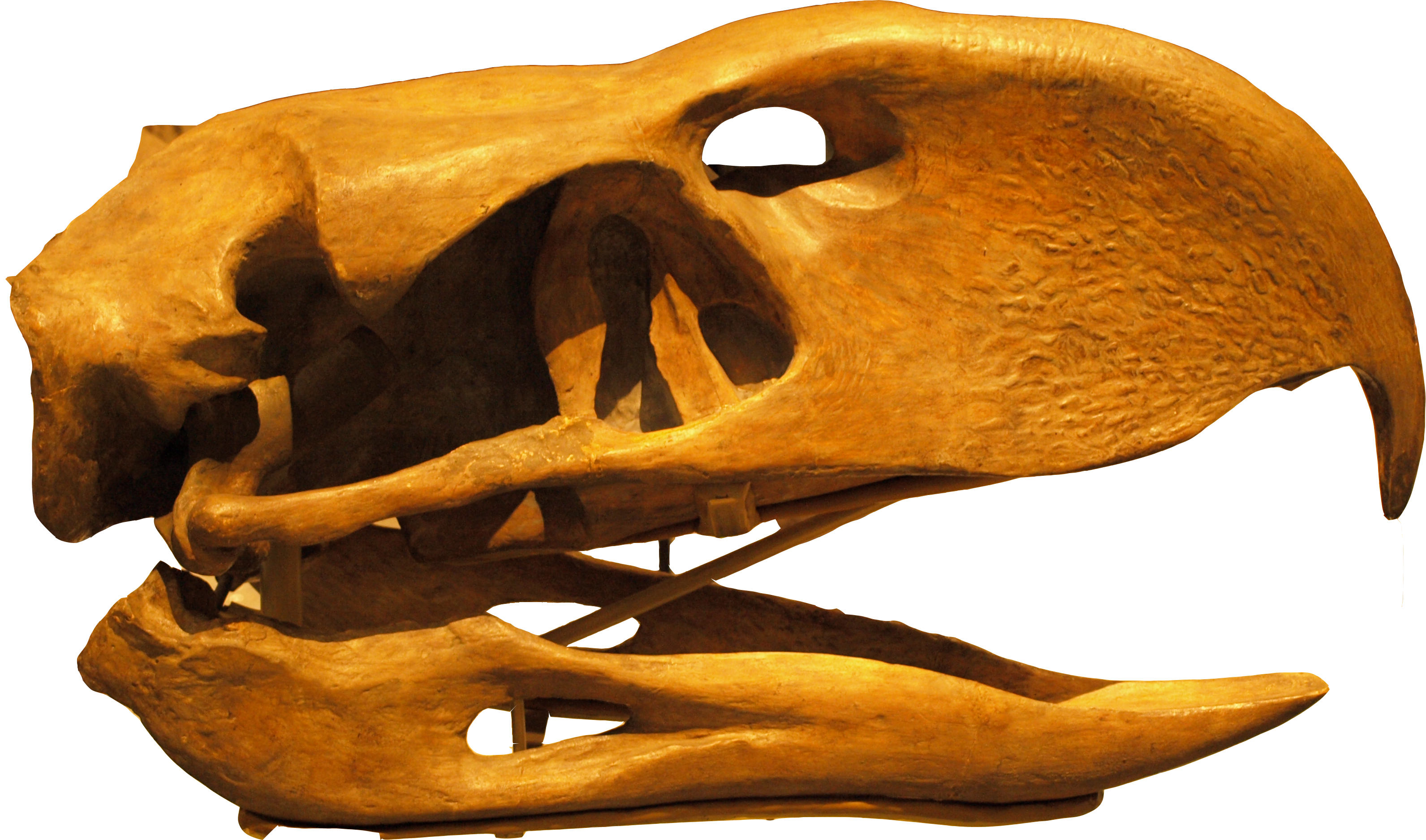
フォルスラコス。上下の側頭窓が癒合して明瞭な区分ができない。
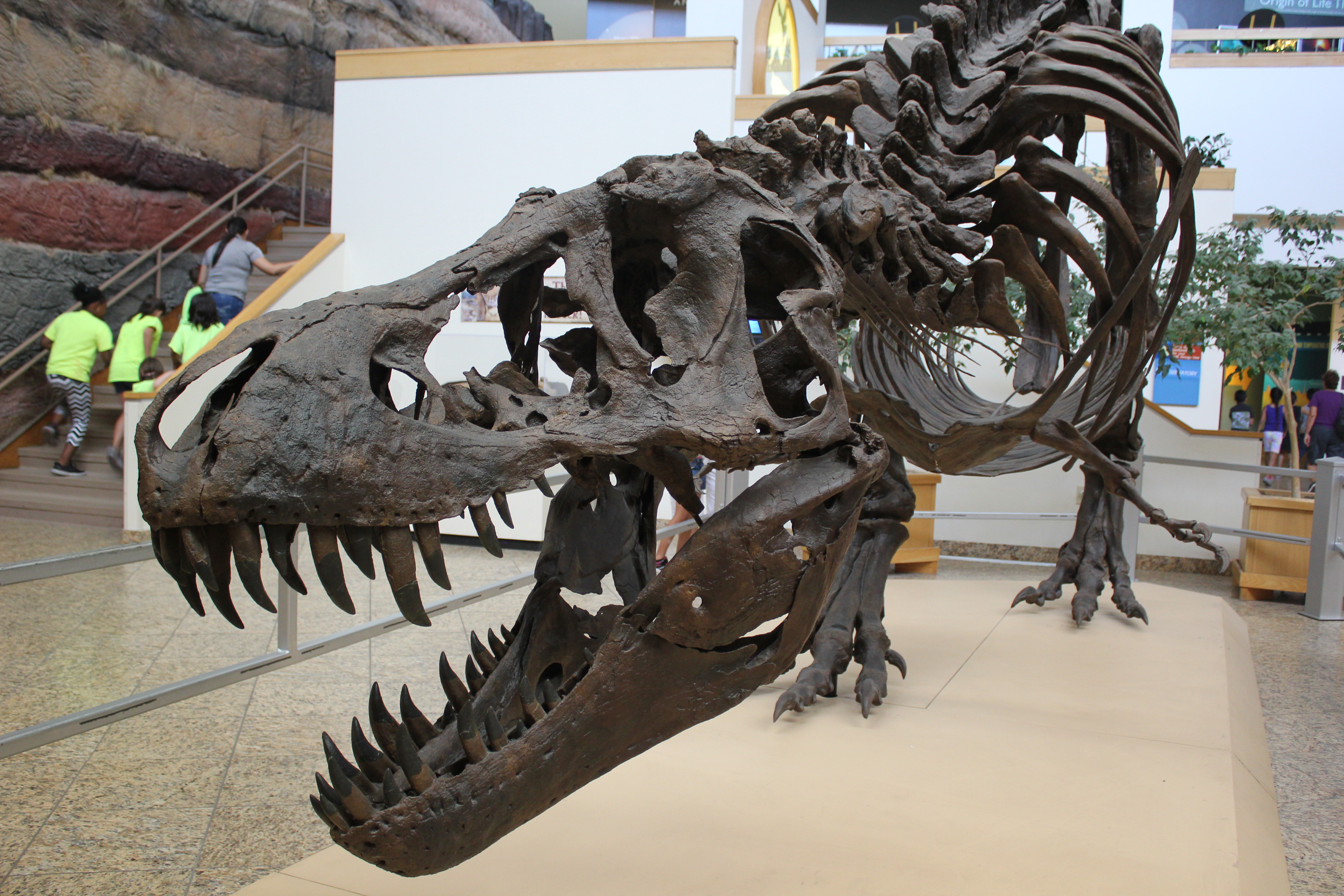
ティラノサウルス（スタン）。左から順に前眼窩窓・眼窩・下側頭窓が並んでいる様子が見られる。
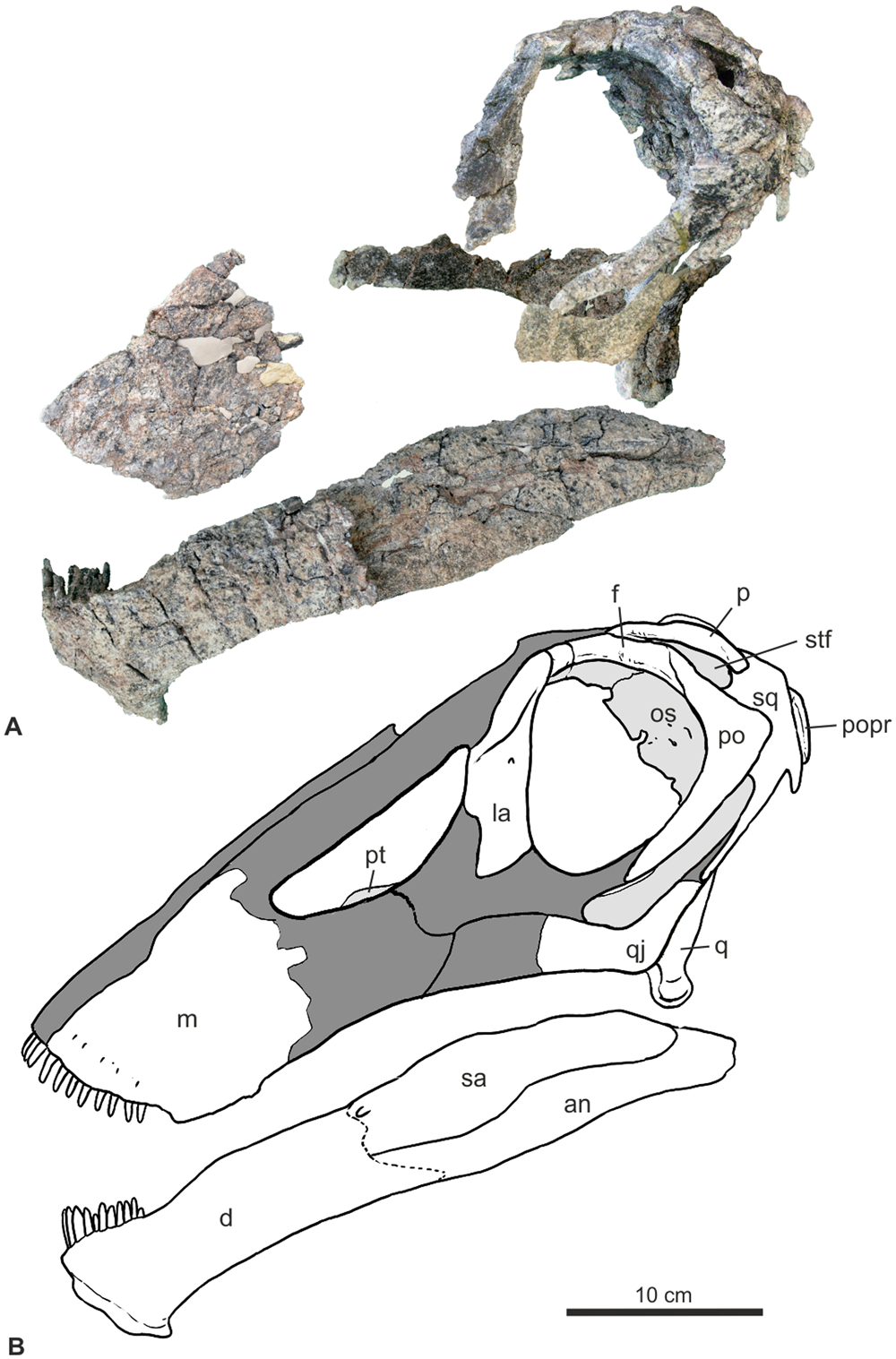
バジャダサウルス。下側頭窓は狭くなっている。また上側頭窓も確認できる。
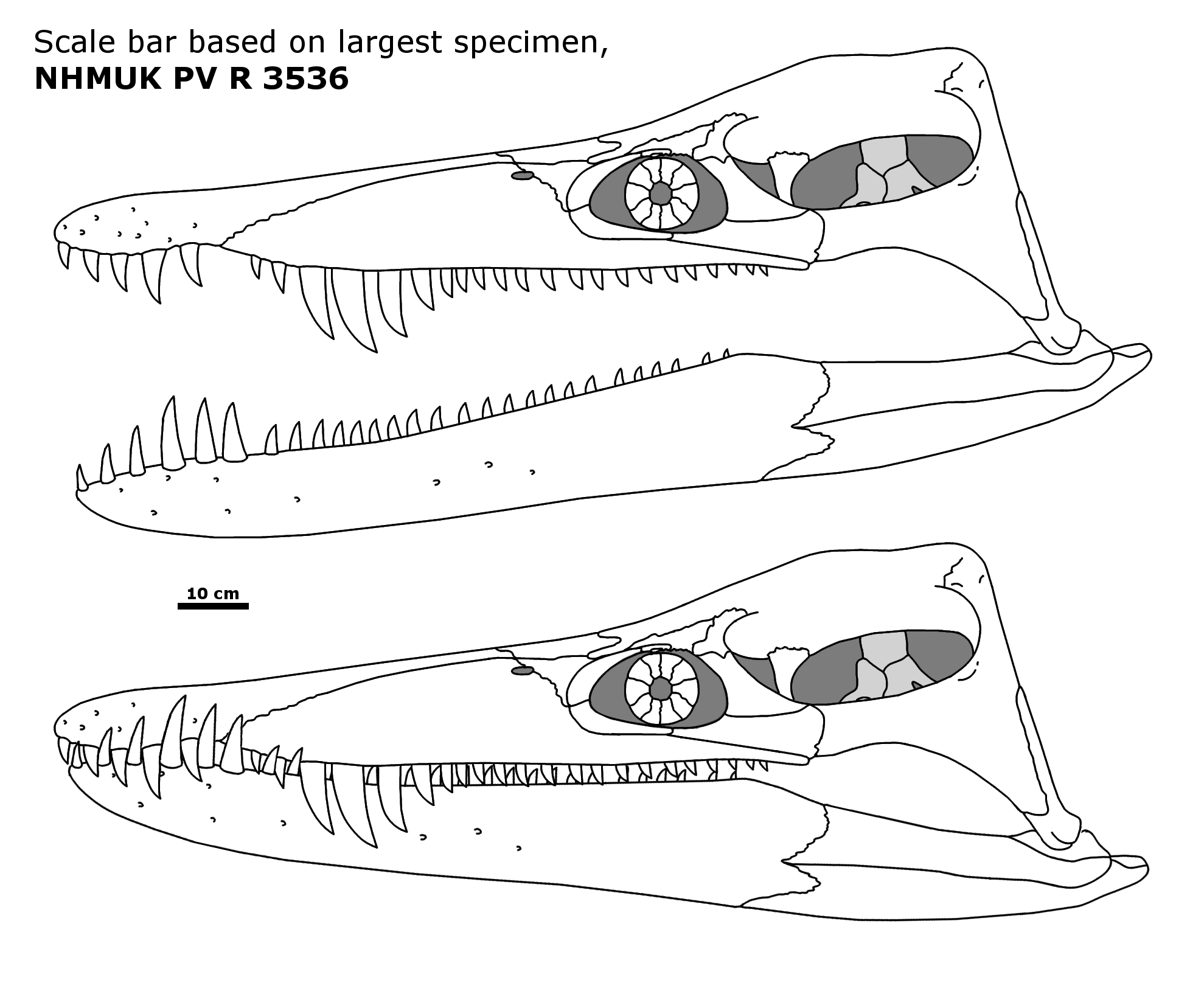
リオプレウロドン。広い上側頭窓が確認できる。
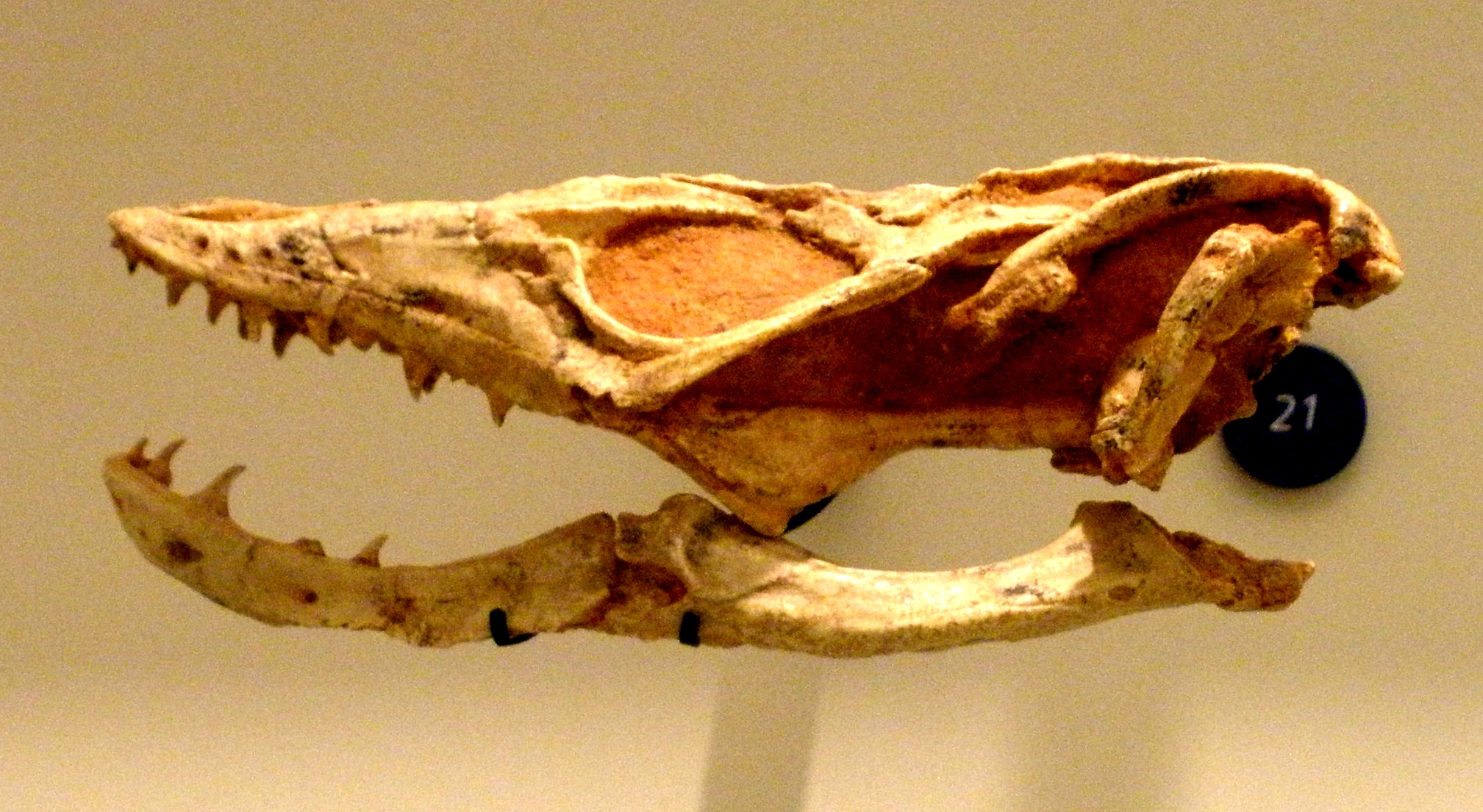
エステシア（英語版）。下側頭窓が開口している。
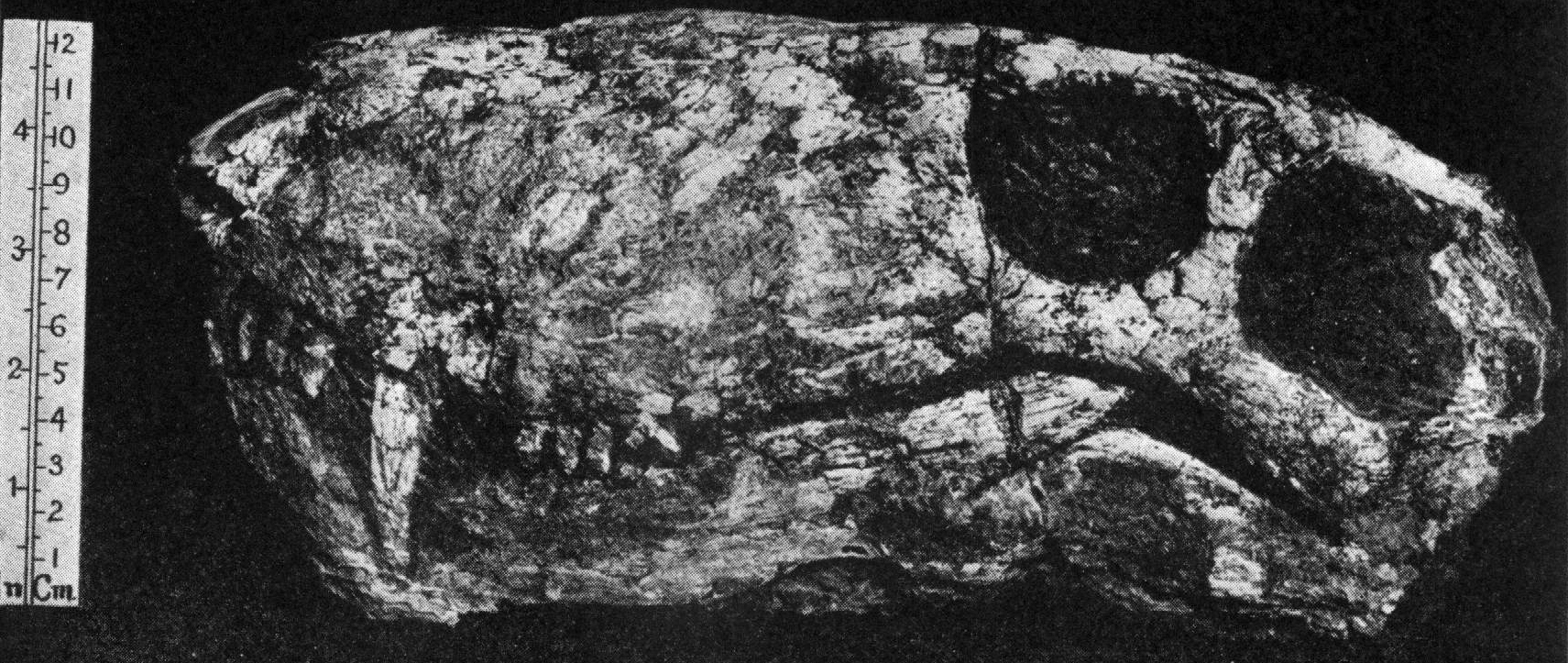
ゴルゴノプス。広い下側頭窓が確認できる。